# جو جوميز
جو جوميز (بالإسبانية: Joe Gomez؛ بالإنجليزية: Joe Gomez) هو مصارع هاوي أمريكي وإسباني، ولد في 2 يوليو 1973 في تامبا في الولايات المتحدة.

## وصلات خارجية
- جو جوميز على موقع CageMatch worker (الإنجليزية)
- جو جوميز على موقع قاعدة بيانات المصارعة على الإنترنت (الإنجليزية)

- جو جوميز على موقع IMDb (الإنجليزية)